# Seznam švedskih kemikov
Seznam švedskih kemikov.

## A
- Johan August Arfwedson (1792-1841)
- Elias Arnér (1966)
- Svante Arrhenius (1859-1927)

## B
- Johann Friedrich Bahr (1815-1875)
- Nils Johan Berlin (1812-1891)
- Jöns Jacob Berzelius (1779-1848)

## C
- Astrid Cleve (1875-1968)
- Per Teodor Cleve (1840-1905)

## E
- Hans von Euler-Chelpin (1873-1964)

## G
- Johan Gottlieb Gahn (1745-1818)

## L
- Sven-Olov Lawesson (1926-1985)

## M
- Carl Gustaf Mosander (1797-1858)

## N
- Lars Fredrik Nilson (1840-1899)
- Alfred Nobel (1833-1896)

## S
- Carl Wilhelm Scheele (1742-1786)
- Nils Gabriel Sefström (1787-1845)
- Theodor Svedberg (1884-1971)

## T
- Arne Tiselius (1902-1971)